# Bota de Ouro da UEFA
A Bota de Ouro Europeia, também conhecida como Chuteira de Ouro europeia, é um prêmio atribuído pela European Sports Media para coroar o artilheiro dos campeonatos dos países-membros da UEFA. O título começou por ser atribuído a partir da temporada 1967–68 pela revista francesa L'Équipe.
Na temporada 1986–87, a Bota de Ouro seria entregue ao austríaco Toni Polster, de 20 anos, após ter sido o artilheiro do campeonato austríaco, com 39 gols. O premiado daquela temporada (1986–87), o romeno Rodion Cămătaru, terminou artilheiro em seu país com 44 gols, mas tendo marcado 20 tentos nas últimas 6 partidas, o que provocou fortes suspeitas de manipulação para favorecê-lo.
Entre 1990 e 1996, não foi atribuído o troféu, embora sejam reconhecidos vencedores oficiosos. A causa foi um protesto da Associação de Futebol do Chipre pela entrega do prêmio ao macedônio Darko Pančev, artilheiro do campeonato iugoslavo pelo Estrela Vermelha, com 34 gols. Os cipriotas alegaram que um outro jogador teria marcado 40 gols no campeonato local naquela temporada (1990–91), embora os dois artilheiros daquela edição da Liga do Chipre tenham marcado, oficialmente, apenas 19 gols. Pančev só receberia oficialmente a premiação em 2006.
A premiação voltou oficialmente na temporada 1996–97, agora pela European Sports Magazines. Para evitar confusão semelhante com a que envolveu Pančev, introduziu-se a partir de então um coeficiente de multiplicação que tem como objetivo valorizar os gols marcados nos campeonatos considerados mais competitivos. Assim, entre o 1º e o 8º campeonatos da classificação da UEFA, os gols passaram a valer dois pontos; entre o 9º e 21º passaram a valer 1,5; enquanto nos restantes permaneceram com o valor unitário. Após a temporada 2000–01, os gols só valiam dois pontos nos primeiros cinco campeonatos da classificação da UEFA, 1,5 pontos nas ligas classificadas entre a 6ª e a 22ª posição e um ponto nas restantes .
Desde 1996-97 que o prémio deixou de ser atribuído ao melhor marcador absoluto do continente, com a adoção dos coeficientes, apenas duas vezes o premiado realmente terminou a temporada como artilheiro absoluto do continente: o brasileiro Jardel, em 1999, e o sueco Henrik Larsson, em 2001. Os maiores "prejudicados" foram os galeses: desde a interrupção da premiação da forma que era, em 1990, quatro já terminaram a temporada como maiores goleadores europeus e não puderam receber a premiação: David Taylor, Tony Bird, Marc Lloyd e Rhys Griffiths; todos foram artilheiros da inexpressiva Liga Galesa.
Curiosamente, Jardel já experimentou também as sensações de ser novamente o artilheiro absoluto e perder o prêmio (em 2000, para o inglês Kevin Phillips) e a de receber a premiação sem ter sido o maior artilheiro (em 2002, sobre Lloyd). Em 2007, dois brasileiros dividiram a artilharia absoluta do continente, Afonso Alves e o naturalizado croata Eduardo da Silva, mas o prêmio ficou com o italiano Francesco Totti.

## Vencedores

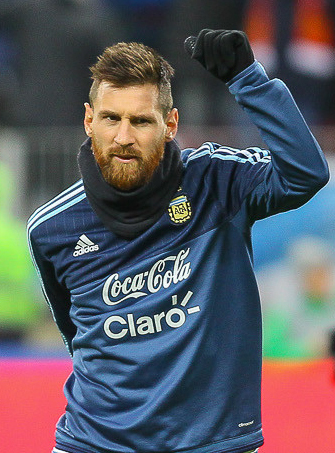
Lionel Messi é o jogador que mais faturou o prêmio, com seis vitórias no total, todas pelo Barcelona

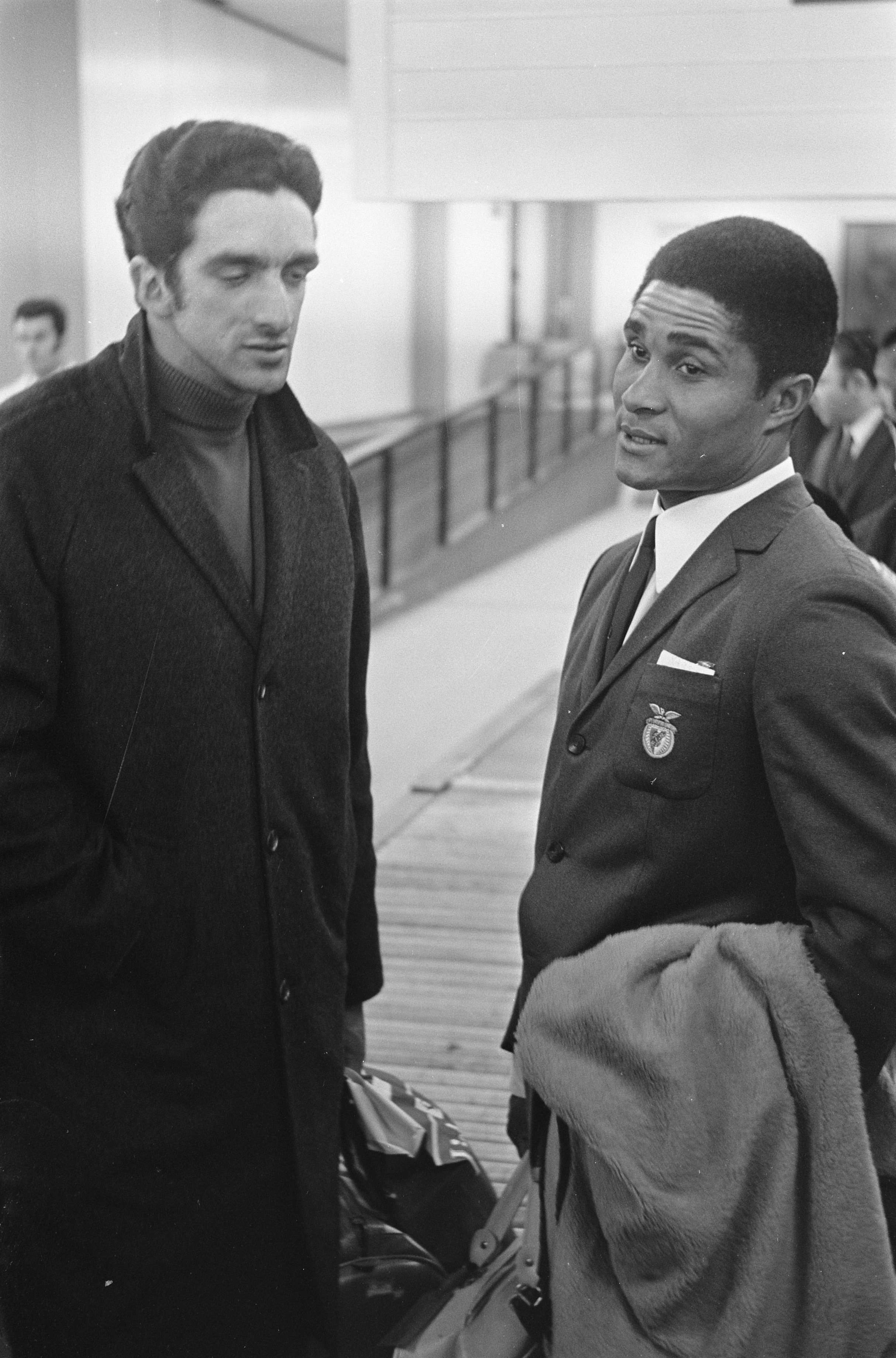
Eusébio foi o primeiro vencedor da Bota de Ouro Europeia e foi o primeiro português a recebê-la, ao serviço do Benfica em 1968 e em 1973

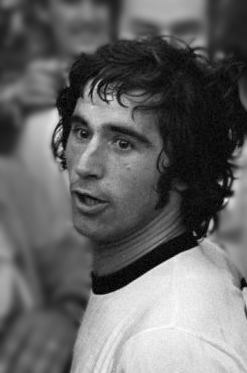
Gerd Müller foi o primeiro jogador a ganhar o prêmio duas vezes, pelo Bayern de Munique em 1970 e 1972

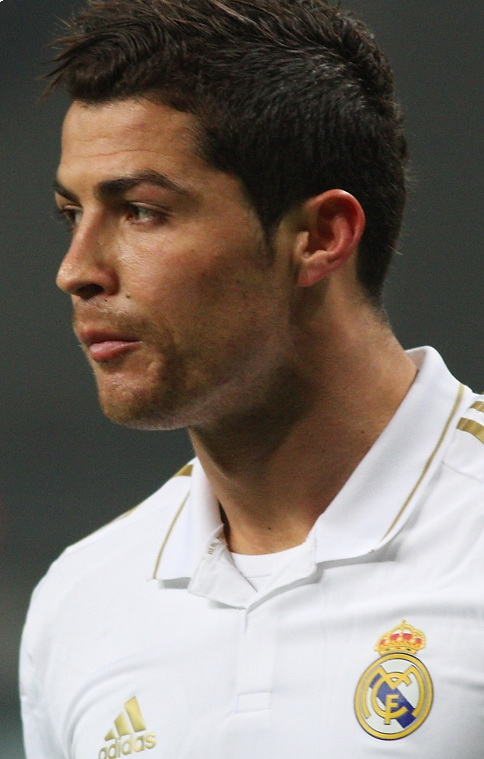
Cristiano Ronaldo, vencedor da Bota de Ouro por quatro vezes, em 2008, pelo Manchester United, e em 2011, 2014 e 2015 pelo Real Madrid

| Temporada                                                | Nacionalidade                              | Jogador                                    | Clube                                      | Liga                                       | Gols                                       | Pontos                                     |
| Os vencedores foram premiados por L'Équipe               | Os vencedores foram premiados por L'Équipe | Os vencedores foram premiados por L'Équipe | Os vencedores foram premiados por L'Équipe | Os vencedores foram premiados por L'Équipe | Os vencedores foram premiados por L'Équipe | Os vencedores foram premiados por L'Équipe |
| -------------------------------------------------------- | ------------------------------------------ | ------------------------------------------ | ------------------------------------------ | ------------------------------------------ | ------------------------------------------ | ------------------------------------------ |
| 1967–68                                                  | Portugal                                   | Eusébio                                    | Benfica                                    | Primeira Liga                              | 42                                         | —                                          |
| 1968–69                                                  | Bulgária                                   | Petar Zhekov                               | CSKA Sofia                                 | Liga Búlgara                               | 36                                         | —                                          |
| 1969–70                                                  | Alemanha                                   | Gerd Müller                                | Bayern de Munique                          | Bundesliga                                 | 38                                         | —                                          |
| 1970–71                                                  | Iugoslávia                                 | Josip Skoblar                              | Olympique de Marseille                     | Ligue 1                                    | 44                                         | —                                          |
| 1971–72                                                  | Alemanha                                   | Gerd Müller                                | Bayern de Munique                          | Bundesliga                                 | 40                                         | —                                          |
| 1972–73                                                  | Portugal                                   | Eusébio                                    | Benfica                                    | Primeira Liga                              | 40                                         | —                                          |
| 1973–74                                                  | Argentina                                  | Héctor Yazalde                             | Sporting                                   | Primeira Liga                              | 46                                         | —                                          |
| 1974–75                                                  | Roménia                                    | Dudu Georgescu                             | Dínamo Bucareste                           | Liga I                                     | 33                                         | —                                          |
| 1975–76                                                  | Chipre                                     | Sotiris Kaiafas                            | Omonia Nicosia                             | Liga Marfin Laiki                          | 39                                         | —                                          |
| 1976–77                                                  | Roménia                                    | Dudu Georgescu                             | Dínamo Bucareste                           | Liga I                                     | 47                                         | —                                          |
| 1977–78                                                  | Áustria                                    | Hans Krankl                                | Rapid Viena                                | Bundesliga                                 | 41                                         | —                                          |
| 1978–79                                                  | Países Baixos                              | Kees Kist                                  | AZ Alkmaar                                 | Eredivisie                                 | 34                                         | —                                          |
| 1979–80                                                  | Bélgica                                    | Erwin Vandenbergh                          | Lierse                                     | Jupiler Pro League                         | 39                                         | —                                          |
| 1980–81                                                  | Bulgária                                   | Georgi Slavkov                             | Botev Plovdiv                              | Liga Búlgara                               | 31                                         | —                                          |
| 1981–82                                                  | Países Baixos                              | Wim Kieft                                  | Ajax                                       | Eredivisie                                 | 32                                         | —                                          |
| 1982–83                                                  | Portugal                                   | Fernando Gomes                             | Porto                                      | Primeira Liga                              | 36                                         | —                                          |
| 1983–84                                                  | País de Gales                              | Ian Rush                                   | Liverpool                                  | Premier League                             | 32                                         | —                                          |
| 1984–85                                                  | Portugal                                   | Fernando Gomes                             | Porto                                      | Primeira Liga                              | 39                                         | —                                          |
| 1985–86                                                  | Países Baixos                              | Marco van Basten                           | Ajax                                       | Eredivisie                                 | 37                                         | —                                          |
| 1986–87                                                  | Áustria                                    | Toni Polster                               | Austria Viena                              | Bundesliga                                 | 39                                         | —                                          |
| 1987–88                                                  | Turquia                                    | Tanju Çolak                                | Galatasaray                                | Süper Lig                                  | 39                                         | —                                          |
| 1988–89                                                  | Roménia                                    | Dorin Mateuţ                               | Dínamo Bucareste                           | Liga I                                     | 43                                         | —                                          |
| 1989–90                                                  | México                                     | Hugo Sánchez                               | Real Madrid                                | La Liga                                    | 38                                         | —                                          |
| 1989–90                                                  | Bulgária                                   | Hristo Stoichkov                           | CSKA Sofia                                 | Liga Búlgara                               | 38                                         | —                                          |
| 1990–91                                                  | Iugoslávia                                 | Darko Pančev                               | Estrela Vermelha                           | Primeira Liga                              | 34                                         | —                                          |
| Os vencedores foram premiados posteriormente             |                                            |                                            |                                            |                                            |                                            |                                            |
| 1991–92                                                  | Escócia                                    | Ally McCoist                               | Rangers                                    | Premier League                             | 34                                         | —                                          |
| 1992–93                                                  | Escócia                                    | Ally McCoist                               | Rangers                                    | Premier League                             | 34                                         | —                                          |
| 1993–94                                                  | País de Gales                              | David Taylor                               | Porthmadog                                 | Premier League                             | 43                                         | —                                          |
| 1994–95                                                  | Armênia                                    | Arsen Avetisyan                            | Homenetmen                                 | Premier League                             | 39                                         | —                                          |
| 1995–96                                                  | Geórgia                                    | Zviad Endeladze                            | Margveti                                   | Umaglesi Liga                              | 40                                         | —                                          |
| Os vencedores foram premiados pela European Sports Media |                                            |                                            |                                            |                                            |                                            |                                            |
| 1996–97                                                  | Brasil                                     | Ronaldo                                    | Barcelona                                  | La Liga                                    | 34                                         | 68                                         |
| 1997–98                                                  | Grécia                                     | Nikos Machlas                              | Vitesse                                    | Eredivisie                                 | 34                                         | 68                                         |
| 1998–99                                                  | Brasil                                     | Jardel                                     | Porto                                      | Primeira Liga                              | 36                                         | 72                                         |
| 1999–00                                                  | Inglaterra                                 | Kevin Phillips                             | Sunderland                                 | Premier League                             | 30                                         | 60                                         |
| 2000–01                                                  | Suécia                                     | Henrik Larsson                             | Celtic                                     | Premier League                             | 35                                         | 52.5                                       |
| 2001–02                                                  | Brasil                                     | Jardel                                     | Sporting                                   | Primeira Liga                              | 42                                         | 84                                         |
| 2002–03                                                  | Países Baixos                              | Roy Makaay                                 | Deportivo La Coruña                        | La Liga                                    | 29                                         | 58                                         |
| 2003–04                                                  | França                                     | Thierry Henry                              | Arsenal                                    | Premier League                             | 30                                         | 60                                         |
| 2004–05                                                  | França                                     | Thierry Henry                              | Arsenal                                    | Premier League                             | 25                                         | 50                                         |
| 2004–05                                                  | Uruguai                                    | Diego Forlán                               | Villarreal                                 | La Liga                                    | 25                                         | 50                                         |
| 2005–06                                                  | Itália                                     | Luca Toni                                  | Fiorentina                                 | Serie A                                    | 31                                         | 62                                         |
| 2006–07                                                  | Itália                                     | Francesco Totti                            | Roma                                       | Serie A                                    | 26                                         | 52                                         |
| 2007–08                                                  | Portugal                                   | Cristiano Ronaldo                          | Manchester United                          | Premier League                             | 31                                         | 62                                         |
| 2008–09                                                  | Uruguai                                    | Diego Forlán                               | Atlético Madrid                            | La Liga                                    | 32                                         | 64                                         |
| 2009–10                                                  | Argentina                                  | Lionel Messi                               | Barcelona                                  | La Liga                                    | 34                                         | 68                                         |
| 2010–11                                                  | Portugal                                   | Cristiano Ronaldo                          | Real Madrid                                | La Liga                                    | 40                                         | 80                                         |
| 2011–12                                                  | Argentina                                  | Lionel Messi                               | Barcelona                                  | La Liga                                    | 50                                         | 100                                        |
| 2012–13                                                  | Argentina                                  | Lionel Messi                               | Barcelona                                  | La Liga                                    | 46                                         | 92                                         |
| 2013–14                                                  | Portugal                                   | Cristiano Ronaldo                          | Real Madrid                                | La Liga                                    | 31                                         | 62                                         |
| 2013–14                                                  | Uruguai                                    | Luis Suárez                                | Liverpool                                  | Premier League                             | 31                                         | 62                                         |
| 2014–15                                                  | Portugal                                   | Cristiano Ronaldo                          | Real Madrid                                | La Liga                                    | 48                                         | 96                                         |
| 2015–16                                                  | Uruguai                                    | Luis Suárez                                | Barcelona                                  | La Liga                                    | 40                                         | 80                                         |
| 2016–17                                                  | Argentina                                  | Lionel Messi                               | Barcelona                                  | La Liga                                    | 37                                         | 74                                         |
| 2017–18                                                  | Argentina                                  | Lionel Messi                               | Barcelona                                  | La Liga                                    | 34                                         | 68                                         |
| 2018–19                                                  | Argentina                                  | Lionel Messi                               | Barcelona                                  | La Liga                                    | 36                                         | 72                                         |
| 2019–20                                                  | Itália                                     | Ciro Immobile                              | Lazio                                      | Serie A                                    | 36                                         | 72                                         |
| 2020–21                                                  | Polónia                                    | Robert Lewandowski                         | Bayern de Munique                          | Bundesliga                                 | 41                                         | 82                                         |
| 2021–22                                                  | Polónia                                    | Robert Lewandowski                         | Bayern de Munique                          | Bundesliga                                 | 35                                         | 70                                         |
| 2022–23                                                  | Noruega                                    | Erling Haaland                             | Manchester City                            | Premier League                             | 36                                         | 72                                         |
| 2023–24                                                  | Inglaterra                                 | Harry Kane                                 | Bayern de Munique                          | Bundesliga                                 | 36                                         | 72                                         |
| 2024–25                                                  | França                                     | Kylian Mbappé                              | Real Madrid                                | La Liga                                    | 31                                         | 62                                         |

## Por jogador
| Jogador            | Anos | Temporadas                                           | Equipes                       |
| ------------------ | ---- | ---------------------------------------------------- | ----------------------------- |
| Lionel Messi       | 6    | 2009–10, 2011–12, 2012–13, 2016–17, 2017–18, 2018–19 | Barcelona                     |
| Cristiano Ronaldo  | 4    | 2007–08, 2010–11, 2013–14*, 2014–15                  | Manchester United Real Madrid |
| Eusébio            | 2    | 1967–68, 1972–73                                     | Benfica                       |
| Gerd Müller        | 2    | 1969–70, 1971–72                                     | Bayern de Munique             |
| Dudu Georgescu     | 2    | 1974–75, 1976–77                                     | Dínamo Bucareste              |
| Fernando Gomes     | 2    | 1982–83, 1984–85                                     | Porto                         |
| Ally McCoist       | 2    | 1991–92, 1992–93                                     | Rangers                       |
| Jardel             | 2    | 1998–99, 2001–02                                     | Porto Sporting                |
| Thierry Henry      | 2    | 2003–04, 2004–05*                                    | Arsenal                       |
| Diego Forlán       | 2    | 2004–05*, 2008–09                                    | Villarreal Atlético de Madrid |
| Luis Suárez        | 2    | 2013–14*, 2015–16                                    | Liverpool Barcelona           |
| Robert Lewandowski | 2    | 2020–21, 2021–22                                     | Bayern de Munique             |
| Petar Zhekov       | 1    | 1969–70                                              | CSKA Sofia                    |
| Josip Skoblar      | 1    | 1970–71                                              | Olympique de Marseille        |
| Héctor Yazalde     | 1    | 1973–74                                              | Sporting                      |
| Sotiris Kaiafas    | 1    | 1975–76                                              | Omonoia Nicosia               |
| Hans Krankl        | 1    | 1977–78                                              | Rapid Viena                   |
| Kees Kist          | 1    | 1978–79                                              | AZ                            |
| Erwin Vandenbergh  | 1    | 1979–80                                              | Lierse                        |
| Georgi Slavkov     | 1    | 1980–81                                              | Botev Plovdiv                 |
| Wim Kieft          | 1    | 1981–82                                              | Ajax                          |
| Ian Rush           | 1    | 1983–84                                              | Liverpool                     |
| Marco van Basten   | 1    | 1985–86                                              | Ajax                          |
| Toni Polster       | 1    | 1986–87                                              | Austria Viena                 |
| Tanju Çolak        | 1    | 1987–88                                              | Galatasaray                   |
| Dorin Mateuț       | 1    | 1988–89                                              | Dínamo Bucareste              |
| Hugo Sánchez       | 1    | 1989–90*                                             | Real Madrid                   |
| Hristo Stoichkov   | 1    | 1989–90*                                             | CSKA Sofia                    |
| Darko Pančev       | 1    | 1990–91                                              | Estrela Vermelha              |
| David Taylor       | 1    | 1993–94                                              | Porthmadog                    |
| Arsen Avetisyan    | 1    | 1994–95                                              | Homenetmen                    |
| Zviad Endeladze    | 1    | 1995–96                                              | Margveti                      |
| Ronaldo            | 1    | 1996–97                                              | Barcelona                     |
| Nikos Machlas      | 1    | 1997–98                                              | Vitesse                       |
| Kevin Phillips     | 1    | 1999–00                                              | Sunderland                    |
| Henrik Larsson     | 1    | 2000–01                                              | Celtic                        |
| Roy Makaay         | 1    | 2002–03                                              | Deportivo La Coruña           |
| Luca Toni          | 1    | 2005–06                                              | Fiorentina                    |
| Francesco Totti    | 1    | 2006–07                                              | Roma                          |
| Ciro Immobile      | 1    | 2019–20                                              | Lazio                         |
| Erling Haaland     | 1    | 2022–23                                              | Manchester City               |
| Harry Kane         | 1    | 2023–24                                              | Bayern de Munique             |
| Kylian Mbappé      | 1    | 2024–25                                              | Real Madrid                   |

*Artilharia dividida

## Por país
| País          | Anos | Temporadas                                           | Jogadores          |
| ------------- | ---- | ---------------------------------------------------- | ------------------ |
| Portugal      | 8    | 2007–08, 2010–11, 2013–14*, 2014–15                  | Cristiano Ronaldo  |
| Portugal      | 8    | 1967–1968, 1972–1973                                 | Eusébio            |
| Portugal      | 8    | 1982–1983, 1984–1985                                 | Fernando Gomes     |
| Argentina     | 7    | 2009–10, 2011–12, 2012–13, 2016–17, 2017–18, 2018–19 | Lionel Messi       |
| Argentina     | 7    | 1973–74                                              | Héctor Yazalde     |
| Uruguai       | 4    | 2004–05*, 2008–09                                    | Diego Forlán       |
| Uruguai       | 4    | 2013–14*, 2015–16                                    | Luis Suárez        |
| Países Baixos | 4    | 1978–79                                              | Kees Kist          |
| Países Baixos | 4    | 1981–82                                              | Wim Kieft          |
| Países Baixos | 4    | 1985–86                                              | Marco Van Basten   |
| Países Baixos | 4    | 2002–03                                              | Roy Makaay         |
| Brasil        | 3    | 1998–99, 2001–02                                     | Jardel             |
| Brasil        | 3    | 1996–97                                              | Ronaldo            |
| Roménia       | 3    | 1974–75, 1976–77                                     | Dudu Georgescu     |
| Roménia       | 3    | 1988–89                                              | Dorin Mateuţ       |
| Bulgária      | 3    | 1968–69                                              | Petar Zhekov       |
| Bulgária      | 3    | 1980–81                                              | Georgi Slavkov     |
| Bulgária      | 3    | 1989–90*                                             | Hristo Stoichkov   |
| Itália        | 3    | 2005–06                                              | Luca Toni          |
| Itália        | 3    | 2006–07                                              | Francesco Totti    |
| Itália        | 3    | 2019–20                                              | Ciro Immobile      |
| França        | 3    | 2003–04, 2004–05*                                    | Thierry Henry      |
| França        | 3    | 2024–25                                              | Kylian Mbappé      |
| Alemanha      | 2    | 1969–70, 1971–72                                     | Gerd Müller        |
| Áustria       | 2    | 1977–78                                              | Hans Krankl        |
| Áustria       | 2    | 1986–87                                              | Toni Polster       |
| Escócia       | 2    | 1991–92, 1992–93                                     | Ally McCoist       |
| País de Gales | 2    | 1983–84                                              | Ian Rush           |
| País de Gales | 2    | 1993–94                                              | David Taylor       |
| Inglaterra    | 2    | 1999-00                                              | Kevin Phillips     |
| Inglaterra    | 2    | 2023-24                                              | Harry Kane         |
| Iugoslávia    | 2    | 1970–71                                              | Josip Skoblar      |
| Iugoslávia    | 2    | 1990–91                                              | Darko Pančev       |
| Polónia       | 2    | 2020–21, 2021–22                                     | Robert Lewandowski |
| Chipre        | 1    | 1975–76                                              | Sotiris Kaiafas    |
| Bélgica       | 1    | 1979–80                                              | Erwin Vandenbergh  |
| Turquia       | 1    | 1987–88                                              | Tanju Çolak        |
| México        | 1    | 1989–90*                                             | Hugo Sánchez       |
| Armênia       | 1    | 1994–95                                              | Arsen Avetisyan    |
| Geórgia       | 1    | 1995–96                                              | Zviad Endeladze    |
| Grécia        | 1    | 1997–98                                              | Nikos Machlas      |
| Suécia        | 1    | 2000–01                                              | Henrik Larsson     |
| Noruega       | 1    | 2022–23                                              | Erling Haaland     |

*Artilharia dividida

## Por clube
| Clube                  | Anos | Temporadas                                           | Jogadores          |
| ---------------------- | ---- | ---------------------------------------------------- | ------------------ |
| Barcelona              | 8    | 2009–10, 2011–12, 2012–13, 2016–17, 2017–18, 2018–19 | Lionel Messi       |
| Barcelona              | 8    | 1996–97                                              | Ronaldo            |
| Barcelona              | 8    | 2015–16                                              | Luis Suárez        |
| Bayern de Munique      | 5    | 1969–70, 1971–72                                     | Gerd Müller        |
| Bayern de Munique      | 5    | 2020–21, 2021–22                                     | Robert Lewandowski |
| Bayern de Munique      | 5    | 2023–24                                              | Harry Kane         |
| Real Madrid            | 5    | 2010–11, 2013–14*, 2014–15                           | Cristiano Ronaldo  |
| Real Madrid            | 5    | 1989–90*                                             | Hugo Sánchez       |
| Real Madrid            | 5    | 2024–25                                              | Kylian Mbappé      |
| Porto                  | 3    | 1982–83, 1984–85                                     | Fernando Gomes     |
| Porto                  | 3    | 1998–99                                              | Jardel             |
| Dínamo Bucareste       | 3    | 1974–75, 1976–77                                     | Dudu Georgescu     |
| Dínamo Bucareste       | 3    | 1988–89                                              | Dorin Mateuţ       |
| Ajax                   | 2    | 1981–82                                              | Wim Kieft          |
| Ajax                   | 2    | 1985–86                                              | Marco van Basten   |
| Arsenal                | 2    | 2003–04, 2004–05*                                    | Thierry Henry      |
| Benfica                | 2    | 1967–68, 1972–73                                     | Eusébio            |
| CSKA Sofia             | 2    | 1968–69                                              | Petar Zhekov       |
| CSKA Sofia             | 2    | 1989–90*                                             | Hristo Stoichkov   |
| Liverpool              | 2    | 1983–84                                              | Ian Rush           |
| Liverpool              | 2    | 2013–14*                                             | Luis Suárez        |
| Rangers                | 2    | 1991–92, 1992–93                                     | Ally McCoist       |
| Sporting               | 2    | 1973–74                                              | Héctor Yazalde     |
| Sporting               | 2    | 2001–02                                              | Jardel             |
| Manchester City        | 1    | 2022–23                                              | Erling Haaland     |
| Manchester United      | 1    | 2007–08                                              | Cristiano Ronaldo  |
| Atlético de Madrid     | 1    | 2008–09                                              | Diego Forlán       |
| Villarreal             | 1    | 2004–05                                              | Diego Forlán       |
| Deportivo La Coruña    | 1    | 2002–03                                              | Roy Makaay         |
| Roma                   | 1    | 2006–07                                              | Francesco Totti    |
| Fiorentina             | 1    | 2005–06                                              | Luca Toni          |
| Lazio                  | 1    | 2019–20                                              | Ciro Immobile      |
| Celtic                 | 1    | 2000–01                                              | Henrik Larsson     |
| Olympique de Marseille | 1    | 1970–71                                              | Josip Skoblar      |
| Galatasaray            | 1    | 1987–88                                              | Tanju Çolak        |
| Estrela Vermelha       | 1    | 1990–91                                              | Darko Pančev       |
| Austria Viena          | 1    | 1986–87                                              | Toni Polster       |
| Rapid Viena            | 1    | 1977–78                                              | Hans Krankl        |
| Lierse                 | 1    | 1979–80                                              | Erwin Vandenbergh  |
| Botev Plovdiv          | 1    | 1980–81                                              | Georgi Slavkov     |
| AZ                     | 1    | 1978–79                                              | Kees Kist          |
| Vitesse                | 1    | 1997–98                                              | Nikos Machlas      |
| Sunderland             | 1    | 1999–00                                              | Kevin Phillips     |
| Porthmadog             | 1    | 1993–94                                              | David Taylor       |
| Margveti               | 1    | 1995–96                                              | Zviad Endeladze    |
| Homenetmen             | 1    | 1994–95                                              | Arsen Avetisyan    |
| Omonia Nicosia         | 1    | 1975–76                                              | Sotiris Kaiafas    |

*Artilharia dividida

## Por ligas
| Liga               | Anos |
| ------------------ | ---- |
| La Liga            | 16   |
| Primeira Liga      | 7    |
| Premier League     | 7    |
| Bundesliga         | 5    |
| Eredivisie         | 4    |
| Serie A            | 3    |
| Liga I             | 3    |
| Liga Búlgara       | 3    |
| Premiership        | 3    |
| Bundesliga         | 2    |
| Ligue 1            | 1    |
| Süper Lig          | 1    |
| Liga Marfin Laiki  | 1    |
| Umaglesi Liga      | 1    |
| Jupiler Pro League | 1    |
| Premier League     | 1    |
| Premier League     | 1    |
| Primeira Liga      | 1    |